# Sentol Laok
Sentol Laok is een bestuurslaag in het regentschap Sumenep van de provincie Oost-Java, Indonesië. Sentol Laok telt 839 inwoners (volkstelling 2010).